# The Evil Within
The Evil Within – komputerowa gra akcji z elementami survival horroru, stworzona przez studio Tango Gameworks i wydana przez Bethesda Softworks 14 października 2014. Gra powstała pod nadzorem Shinjiego Mikamiego, autora m.in. serii gier komputerowych Resident Evil. 
Protagonistą tytułu jest detektyw Sebastian, który wraz z partnerem prowadzi śledztwo w sprawie serii morderstw. Sprawa ta staje się coraz bardziej skomplikowana, ponieważ zaraz po przybyciu na miejsce zbrodni zaczynają ginąć kolejni funkcjonariusze policji. Sam bohater także zostaje zaatakowany, a po przebudzeniu zastaje świat pełen potworów. Atmosfera przedstawiona w The Evil Within jest tak zbudowana, by gracz w każdej chwili mógł przewidzieć niebezpieczeństwo. Klimat gry jest wyjątkowo ponury i mroczny, o czym świadczą na przykład różne halucynacje, znane z serii gier F.E.A.R.. Grę można przechodzić nie tylko poprzez likwidację kolejnych wrogów, ale i korzystając z umiejętności skradania.
Za oprawę graficzną tytułu odpowiada silnik id Tech 5. 
Dostępna jest kontynuacja gry – The Evil Within 2. Gra została zapowiedziana na targach E3 2017, a jej premiera odbyła się 13 października 2017 roku.

## Odbiór gry
Gra spotkała się z pozytywnym odbiorem recenzentów, uzyskując w wersji na konsolę PlayStation 4 średnią ocen 76/100 w serwisie Metacritic oraz 75,55% w agregatorze GameRankings.